# Kraikiat Beadtaku
Kraikiat Beadtaku (Thai: ไกรเกียรติ เบียดตะคุ, * 26. Januar 1982 in Nakhon Sawan) ist ein ehemaliger thailändischer Fußballspieler.

## Karriere

### Verein
Seine Jugendjahre verbrachte er bei seinem Heimatverein FC Nakhon Sawan, bevor er 2001 zum damaligen Aufsteiger Tobacco Monopoly wechselte. Für BEC-Tero Sasana, seinen neuen Verein ab 2003, brachte er es auf 18 Einsätze und war Stammspieler. Auch bei der PEA, für welche er 2004 spielte, gehörte er zur Stammelf. Von 2005 bis 2008 trat er für den FC Krung Thai Bank an. Mit diesem Verein spielte er 2008 in der AFC Champions League. Er brachte es dabei auf drei Einsätze. 2006 stand er mit der Krung Thai im Finale des Queen’s Cup, welches mit 0:1 knapp verloren ging. 2009 wechselte Kraikiat zum Premier League Neuling FC Bangkok Glass.

### Nationalmannschaft
Die Nationalmannschaftskarriere begann für Kraikiat bereits in der U-17 Thailands. Mit ihr nahm er 1999 an der U-17-Fußball-WM teil. Zwischen 2005 und 2010 lief er für die Herren auf.

## Erfolge

### Verein
FC Krung Thai Bank
- 2006 – Queen’s Cup – Finalist

Bangkok Glass
- 2009 –  Thai Super Cup

Buriram United
- 2011 – Thai Premier League – Meister
- 2011 – FA Cup – Sieger
- 2011 – Thai League Cup – Sieger

Nakhon Ratchasima FC
- 2014 – Thai Premier League Division 1 – Meister  ▲

### Nationalmannschaft
- 1999 – Teilnahme an der Endrunde zur U-17-Fußball-Weltmeisterschaft 1999
- 2005 – Teilnahme an der Sommer-Universiade 2005[2]
- 2007 – Teilnahme an der Hauptrunde zur Fußball-Asienmeisterschaft[3]